# Abisara neophronides
Abisara neophronides är en fjärilsart som beskrevs av Hans Fruhstorfer 1914. Abisara neophronides ingår i släktet Abisara och familjen Riodinidae. Inga underarter finns listade i Catalogue of Life.